# I Want You Back (Secret)
I Want You Back è il primo singolo digitale del gruppo musicale sudcoreano Secret, pubblicato nel 2009 dall'etichetta discografica TS Entertainment.

## Il disco
Il singolo venne pubblicato il 13 ottobre 2009 e segna il debutto del gruppo. Due giorni dopo, dal 15 ottobre, il brano "I Want You Back" fu utilizzato come traccia promozionale nelle loro performance nei programmi M! Countdown, Music Bank, Show! Music Core e Inkigayo. Il pezzo fu poi pubblicato digitalmente il 13 ottobre 2011 attraverso vari siti di musica.

## Tracce
1. 3 Years 6 Months (3년 6개월) – 3:46 (testo: Kang Jiwon, Park Kyung Wook – musica: Kang Jiwon)
2. I Want You Back – 3:48 (Kang Jiwon)

Durata totale: 7:34

## Formazione
- Hyoseong – voce
- Zinger – rapper, voce
- Jieun – voce
- Sunhwa – voce